# Jaqueline Berndt

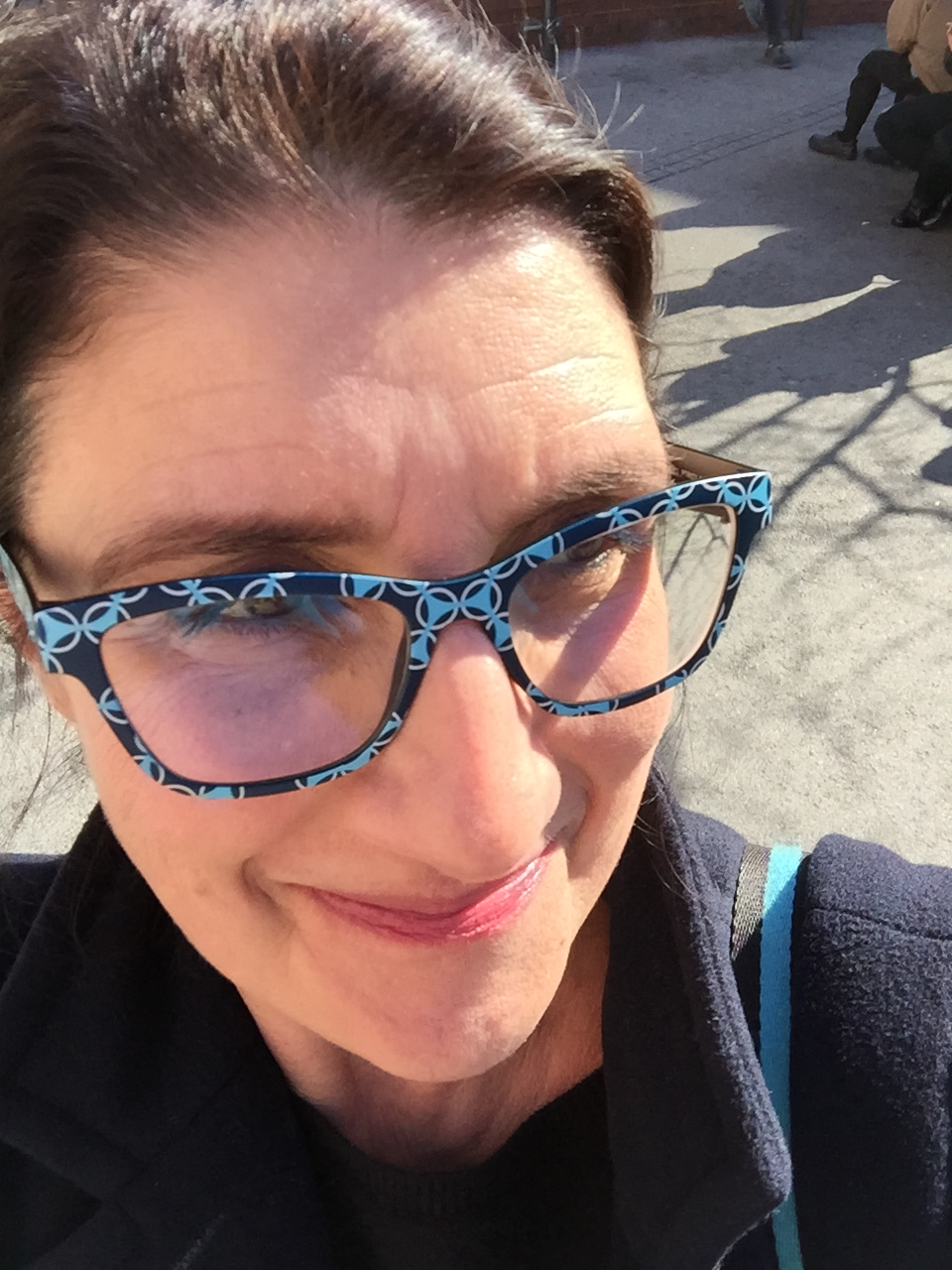
Jaqueline Berndt 2020

Jaqueline Berndt (* 1963 in Jena) ist eine deutsche Japanologin und Kunstwissenschaftlerin. Bis 2004 war sie auch als Übersetzerin tätig. Sie forscht insbesondere in den Bereichen Bildende Kunst und Ästhetik des Comic im modernen Japan. Ihr 1995 erschienenes Buch Phänomen Manga war eine der ersten umfassenderen, deutschsprachigen Publikationen zum Thema Manga.

## Biografie
Nach ihrem Abitur im Jahr 1982 begann sie ein Studium der Japanwissenschaft und Ästhetik/Kunstwissenschaft an der Humboldt-Universität zu Berlin, wo sie im Bereich Ästhetik/Kunstwissenschaft von 1987 bis 1990 Doktorandin war. 1991 machte sie ihren Dr. phil. in Ästhetik. Im selben Jahr trat sie eine Stelle als Deutsch-Lektorin an der Ritsumeikan-Universität in Kyōto an und wechselte 1994 dort in die Stelle einer Associate Professorin für Deutsch als Fremdsprache. 1995 wechselte sie an die Soziologische Fakultät der Ritsumeikan-Universität als Associate Professorin für Kunstsoziologie, bis sie 2001 als Associate Professorin für Medien- und Kunstwissenschaft an die Staatliche Universität Yokohama ging, wo sie bis 2009 lehrte. Im Sommersemester 2005 hatte sie eine DAAD-Gastdozentur an der Universität Leipzig inne; im Sommersemester 2008 war sie als Gastprofessorin der Bridgestone Foundation an der Universität Heidelberg am Seminar für Ostasiatische Kunstgeschichte. Ab 2009 war sie Professorin für Comic-Theorie an der Manga-Fakultät der Kyōto-Seika-Universität sowie stellvertretende Direktorin des International Manga Research Center, welches sich am Kyōto International Manga Museum befindet. Von 2010 bis 2014 leitete sie außerdem die neu eingerichtete Graduate School of Manga Studies der Kyōto-Seika-Universität. 2017 wechselte Berndt an die Universität Stockholm, wo sie den Lehrstuhl für japanische Sprache und Kultur innehat.
Berndt ist häufig in der Manga- und Comicszene präsent; so war sie 2000 bis 2002 und 2012 bis 2014 in der Jury für den Osamu-Tezuka-Kulturpreis, schrieb das Nachwort zur deutschen Erstausgabe von Suehiro Maruos Der lachende Vampir (2003) und die Einträge „Comics“, „Parodie“ und „Subkultur“ für das Metzler Lexikon Ästhetik (2006), sowie auch mehrfach Beiträge für Fachzeitschriften wie Strapazin. 2006 gab sie zusammen mit Steffi Richter den Sammelband Reading Manga: Local and Global Perceptions of Japanese Comics heraus. Am Kyōto International Manga Museum organisierte sie die Nicolas-Mahler-Ausstellung Aisubeki muri nandai (Crossing Borders: Mahler’s Manga Park, 2014–2015), die mit Unterstützung des Karikaturmuseums Krems und der Botschaft Österreichs in Japan verwirklicht wurde. Für die Japan Foundation konzipierte sie die Wanderausstellung Manga Hokusai Manga: Approaching the Master’s Compendium from the Perspective of Contemporary Comics, die seit 2016 weltweit unterwegs ist.

## Veröffentlichungen (Auswahl)
als Autorin und Herausgeberin
- Japanische Massenkultur im Wandel: ästhetisch-kulturelle Prozesse im gegenwärtigen Japan am Beispiel massenliterarischer Bestseller und Manga (Dissertationsschrift). Humboldt-Universität, Berlin 1990.
- J-Culture. Das neue Japan-Lesebuch. Hg. mit Steffi Richter. Konkursbuchverlag. ISBN 3-88769-372-8
- 『マンガの国ニッポン—日本の大衆文化・視覚文化の可能性』 (Manga no kuni nippon. Nihon no taishū bunka, shikaku bunka no kanōsei [Japan, Land des Manga. Möglichkeiten für populäre und visuelle Kultur], übersetzt von Satō Kazuo and Mizuno Kazuhiko). Kadensha, Tōkyō 1994 und 2007. ISBN 4-7634-0484-9
- Phänomen Manga: Comic-Kultur in Japan. edition q, Berlin 1995. ISBN 3-86124-289-3
- Reading Manga: Local and Global Perceptions of Japanese Comics. Hg. mit Steffi Richter. Leipzig 2006. ISBN 978-3-86583-123-1
- Comics Worlds and the World of Comics in Global Manga Studies, vol. 1. Kyoto Seika University International Manga Research Center 2010.
- Intercultural Crossovers, Transcultural Flows: Manga/Comics in Global Manga Studies, vol. 2. Kyoto Seika University International Manga Research Center 2011.
- Manhwa, Manga, Manhua: East Asian Comics Studies. Leipzig 2012. ISBN 978-3-86583-668-7
- Manga’s Cultural Crossroads. Hg. mit Bettina Kümmerling-Meibauer. London, Routledge 2013.
- Das "Mangaesque" als Herausforderung – Japanische Comics und 3/11. In: Lisette Gebhardt, Steffi Richter (Hrsg.): Lesebuch "Fukushima". Übersetzungen, Kommentare, Essays. Berlin: EB-Verlag Dr. Brandt, 2013, S. 126–154. ISBN 978-3-86893-103-7
- Manga: Medium, Art and Material. Leipziger Universitätsverlag, 2015. ISBN 978-3-86583-947-3
- Shōjo Across Media: Exploring "Girl" Practices in Contemporary Japan. Hg. mit Kazumi Nagaike & Fusami Ogi. Palgrave Macmillan, 2019. ISBN 978-3-03001484-1

als Übersetzerin
- Eiko Saitō (Hrsg.): 12 Erzähler aus Japan. Verlag Volk und Welt, Berlin 1992. ISBN 3-353-00880-2.
- Keizō Hino: Trauminsel. edition q, Berlin 1993. ISBN 3-86124-229-X.
- Kenzaburō Ōe: Verwandte des Lebens. edition q, Berlin 1994 ISBN 3-86124-184-6 und 1996 ISBN 3-596-12857-9.
- Yutaka Yamaguchi: Heinrich-Mann-Studien (übers. mit Engelbert Jorissen). Iudicium, München 2000. ISBN 3-89129-722-X.
- Manfred Reuther; Rieko Kimura [Red.]: Emīru-Norude-ten. [S.l.] : Committee for "Emil Nolde" Exhibition, Utsunomiya 2004.